# Schokoladenmuseum Jacques

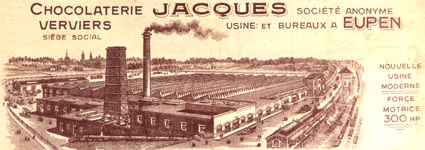
Chocolaterie Jacques

Het Schokoladenmuseum Jacques was een museum in de Belgische stad Eupen, gelegen aan Industriestraße 16.
De Chocolaterie Jacques werd in 1896 door Antoine Jacques gesticht te Verviers en in 1923 werd deze naar Eupen verplaatst. In 1993 werd in dat fabriekspand tevens een chocolademuseum gevestigd.
Het museum omvatte informatie over de cacaoteelt en de chocoladefabricage vroeger en tegenwoordig, historische productiemachines, reclameplaten en documenten, en 18e- en 19e-eeuws porselein. Via loopbruggen kon men ook het productieproces in de fabriek volgen, zonder dat dit de voortgang stoorde.
Sinds mei 2019 is het museum gesloten.